# ひぐらしのなく頃に 宵越し編
『ひぐらしのなく頃に 宵越し編』（ひぐらしのなくころに よいごしへん）は、スクウェア・エニックス刊『月刊Gファンタジー』2006年7月号に予告編（第0話）掲載の後、8月号から2007年8月号まで連載された漫画。原作・竜騎士07、作画・みもり。
07th Expansionの同人ゲーム『ひぐらしのなく頃に』の外伝作品としては『コンプエース』（角川書店）連載の『鬼曝し編』（作画・鬼頭えん）に続く2本目の作品である。

## 概要
芥川龍之介の短編『藪の中』がモチーフ。シリーズ初の平成を舞台とした、後日譚的作品である。作画担当のみもり特有のダークな絵柄に加え、レナ、梨花といった「部活メンバー」がほとんど登場しないため、いわゆる「萌え」やラブコメ要素が少なく、全体的にシリアスで重厚な作風となっている。サブタイトルの付け方など『SIREN』やドラマ『24』の影響が見られる場面もある。また、登場人物が「嘘だっ!!」等の本編『ひぐらしのなく頃に』の登場人物の名言を言う場面も多い。『ひぐらしのなく頃に絆 第三巻・螺』にて、初めてゲーム化。

### TIPS
ゲーム本編に倣い、TIPSが携帯電話向け情報サイト「ガンガンモバイル」（i-mode・EZweb・Yahoo!ケータイ）で配信されていた（会員制・月額315円。現在は配信終了）。

### 連載の経緯
『Gファンタジー』ではで2005年6月号より2006年6月号までゲーム本編の漫画化作品である『祟殺し編』（作画・鈴木次郎）が連載されていたが、出題編『祟殺し編』に対応する解答編である『皆殺し編』へそのまま連載を移行した場合、姉妹誌『月刊ガンガンWING』及び『ガンガンパワード』で連載されている解答編『目明し編』（作画・方條ゆとり）及び『罪滅し編』（作画・鈴羅木かりん）のネタバレを多分に含む内容であるため不都合が生じる懸念が発生した。そのため、原作者・竜騎士07とスクウェア・エニックス側の協議により新エピソードの外伝である本作が連載されることになった。『皆殺し編』は本作の連載終了後、2008年7月号から桃山ひなせの作画で連載されている。

## ストーリー
昭和58年（1983年）6月に発生した火山性ガスの噴出により、一夜にして住民の大半が死亡・行方不明となった雛見沢村。その後もガスの噴出が不定期で観測されたため、村の一帯は厳重に閉鎖されていたが時代は平成へ移り、20年余りを経てようやく閉鎖が解除された。
大災害から23年が経過した平成18年（2006年）6月21日。乙部彰は雑誌の記事を見て決意し、車で雛見沢の近郊を訪れる。雨の中、一人で車を離れた乙部は暗闇の中で車を見失ってしまい、ぬかるんだ地面に足を取られて崖から転落してしまう。そして、誰もいるはずのない村の方角から歩いて来た和服を着た謎の女性と遭遇する。その女性は自らを村の生き残り・園崎魅音と名乗り、乙部のことを昔の知人に似ていると言い意気投合。共に村へ行くこととなる。
乙部と魅音は誰もいないはずなのに灯りのついている古手神社の集会所で、やはり何かに惹かれるように雛見沢村を訪れた工・八重の2人、そしてフリーライターの荒川と遭遇。夜闇の中で集った4人の男女は、やがて数奇な運命に巻き込まれていく。

## 登場人物
宵越し編の登場人物を参照。

## 用語
集会所（しゅうかいじょ）
古手神社の境内にあり、かつては村の集会所として使われていた建物。
祭具殿（さいぐでん）
古手神社の祭具を収納する蔵。かつては部外者の立ち入りが固く禁じられ、禁を破った者には「オヤシロさまの祟り」が降りかかると信じられていた。
玉弾きの刀（たまはじきのかたな）
祭具殿に保管されていた刀。魅音の探し物の一つ。
巻物（まきもの）
玉弾きの刀と同様、祭具殿に保管されていた魅音の探し物の一つ。
振鈴（しんれい）
園崎家の家宝。一族の間で揉め事が生じた際、頭首がこの振鈴を鳴らした場合は、一族郎党頭首に絶対服従することが義務付けられている。雛見沢の園崎本家に隠されているが、隠し場所は一子相伝の極秘事項とされており現在は所在不明。

## 単行本
1. ISBN 978-4-7575-1931-2　2007年2月27日 初版発行
2. ISBN 978-4-7575-2094-3　2007年8月27日 初版発行

1・2巻と同時期に発売された『目明し編』や『罪滅し編』などの同時購入特典で、ゲーム本編の未公開シーン集『蔵出し編』1・2巻が刊行されている。応募方法などの詳細は単行本の帯を参照。